# Panax trifolius
Panax trifolius é uma espécie vgetal do gênero Panax.

## Sinônimos
- Aralia trifolia (L.) Decne. & Planch.
- Aralia triphylla Poir.
- Ginseng trifolium (L.) Alph.Wood
- Panax lanceolatus Raf.
- Panax pusillus Sims